# Облачный атлас (роман)
«Облачный атлас» (англ. Cloud Atlas) — роман 2004 года британского писателя Дэвида Митчелла. Состоит из шести связанных между собой историй, действие в которых происходит с середины XIX века до далёкого постапокалиптического будущего.

## Сюжет
Роман состоит из шести историй, объединённых тем, что главный герой каждой последующей истории каким-либо образом оказывается связан с главным героем предыдущей. Первые пять историй разбиты пополам, причем после первой половины первой истории следует первая половина второй истории, первая половина третьей и так далее до шестой истории, которая приведена полностью. После неё следует вторая половина пятой истории, вторая половина четвёртой и так далее до второй половины первой истории. С точки зрения хронологии роман описывает события последовательно сначала от прошлого к будущему, а затем снова возвращается в прошлое.
- Тихоокеанский журнал Адама Юинга. Действие первой истории происходит на острове Чатем, удалённом архипелаге в Тихом океане, где Адам Юинг, бесхитростный нотариус из Сан-Франциско времён калифорнийской золотой лихорадки, ожидает окончания ремонта своего корабля. Путешествуя по острову, Адам знакомится с английским доктором Генри Гусом и узнаёт о том, что коренное население, мориори, были порабощены воинственным народом маори. Подружившись с доктором, Адам признаётся ему, что серьёзно болен, в ответ на что Гус обещает заняться его лечением по пути на родину. После отплытия корабля в своей каюте Адам обнаруживает туземца-мориори по имени Атуа, который бежал из рабства, тайно пробрался на корабль и просит о помощи. Несмотря на риск быть обвинённым в том, что он провёл на борт безбилетника, Адам помогает Атуа получить работу на корабле. Адам принимает лекарства доктора Гуса, но чувствует себя все хуже и хуже.
- Письма из Зедельгема. Действие второй истории происходит в 1931 году в бельгийском городе Зедельгеме, откуда Роберт Фробишер, молодой английский бисексуал, авантюрист и непризнанный музыкант, пишет письма своему другу и любовнику Руфусу Сиксмиту. Оказавшись без средств и спасаясь от кредиторов, Фробишер пускается в авантюру: едет в Бельгию, находит там престарелого композитора Вивиана Эйрса, который уже давно не занимается музыкой, и предлагает ему свои услуги в качестве помощника и личного секретаря. Эйрс принимает предложение Фробишера и возвращается к сочинению музыки, а тот, в свою очередь, вступает в любовную связь с его женой. В доме Эйрса Фробишер с интересом читает старую книгу «Тихоокеанский журнал Адама Юинга». Его забавляет наивность Юинга, который не видит, что доктор Гус на самом деле не лечит, а отравляет его.
- Периоды полураспада. Первое расследование Луизы Рей. Третья история написана в стиле детективного триллера и происходит в 1975 году в Буэнас-Йербасе, вымышленном городе в Калифорнии. Молодая журналистка Луиза Рей случайно знакомится с Руфусом Сиксмитом, пожилым учёным-атомщиком. Он сообщает Луизе, что новая атомная электростанция, которую планируют открыть в окрестностях Буэнас-Йербаса, представляет собой серьёзную опасность. Вскоре после этого Сиксмит таинственным образом погибает. Расследуя происходящее, Луиза понимает, что могущественная корпорация, владеющая электростанцией, не только организовала убийство потенциального информатора, но и готова устранить всех стоящих на своём пути, не останавливаясь ни перед чем. В вещах погибшего Сиксмита Луиза обнаруживает письма Фробишера и узнаёт, что рано умерший композитор успел опубликовать только одну работу — «Секстет „Облачный Атлас“». Тем временем нанятый корпорацией убийца настигает Луизу. Преследуя её на автомобиле, он сталкивает машину журналистки с моста.
- Страшный Суд Тимоти Кавендиша. Четвёртая история написана в юмористическом стиле и происходит в Великобритании в настоящее время. На Тимоти Кавендиша, лондонского издателя, выпускающего книги на деньги авторов, в возрасте 65 лет сваливается богатство: книга его клиента-гангстера становится бестселлером. Неожиданно появившиеся братья клиента, такие же гангстеры, требуют, чтобы Кавендиш «поделился» прибылью, угрожая расправиться с ним в случае отказа. Тщетно пытаясь собрать требуемую сумму, Кавендиш в отчаянии обращается к своему брату, с которым состоит в плохих отношениях. Раздражённый просьбами Тимоти, брат отказывается дать ему денег, но предлагает на время укрыться в неком удалённом отеле. Кавендиш бежит из Лондона, по дороге читая недавно присланную ему рукопись «Периоды полураспада. Первое расследование Луизы Рей». Прибыв в отель, Тимоти понимает, что попал в ловушку: в действительности это место оказывается домом престарелых, откуда его никто не собирается выпускать.
- Оризон Сонми-451. Пятая история написана в жанре антиутопической научной фантастики и происходит в будущем, в тоталитарном государстве Ни-Со-Копрос, которое развилось из современной Кореи. Основу государства составляет корпоративная культура, а жители делятся на «чистокровных» (людей, рождённых естественным путём) и «фабрикатов» (искусственно выращенных клонов-рабов, генетически модифицированных для выполнения различных видов работ). Повествование ведется в форме интервью между приговорённой к смертной казни девушкой-«фабрикатом» Сонми-451 и «архивистом» (анг. archivist[1]), государственным служащим, записывающим её историю. Изначально созданная как работник в ресторане фастфуда, Сонми-451 становится подопытной в эксперименте по «вознесению» (попытке развить «фабриканта» до уровня «чистокровного»). Вырвавшись из замкнутого мира «фабрикатов», Сонми-451 открывает для себя совершенно незнакомый мир реальности, о существовании которого она не подозревала. Одним из самых ярких моментов её новой жизни становится старый фильм под названием «Страшный Суд Тимоти Кавендиша». Постепенно Сонми-451 начинает понимать, что её «вознесение» не случайность, а часть борьбы, которую люди из подполья ведут с тоталитарной системой.
- Переправа возле Слуши и всё остальное. Действие шестой истории происходит в далеком постапокалиптическом будущем на Большом острове Гавайских островов, где старик по имени Закри рассказывает историю из своей юности. После некоего катастрофического события, уничтожившего большую часть цивилизации на планете, выжившие люди вернулись к язычеству и родоплеменным отношениям. Остров, на котором живёт Закри, населяют народы Долины — его соплеменники, мирные фермеры, поклоняющиеся богине Сонми, а также враждебное им варварское племя Конов. Периодически остров посещают корабли «предвидящих», намного более развитого племени. После очередного посещения «предвидящая» женщина по имени Мероним остается жить в поселении Закри. Она хочет посетить вершину вулкана Мауна-Кеа, места, которого боятся жители Долины из-за мистических «храмов» на его вершине. Закри неохотно соглашается стать её проводником. Позже становится ясно, что в действительности «храмы» — это руины обсерватории Мауна-Кеа. Мероним шокирует Закри, рассказав ему, что богиня Сонми на самом деле была человеком, и показывает ему «оризон» — необычное устройство, позволяющее увидеть и услышать Сонми. После их возвращения Долина подвергается нападению Конов, которые истребляют её жителей, а оставшихся уводят в рабство. Закри и Мероним с трудом удается бежать с острова. В заключение сын Закри говорит, что часть невероятной истории, которую рассказал отец, может быть правдой, так как ему достался «оризон» Сонми, которую он часто смотрит, хотя и не понимает её языка.

Затем в обратном порядке заканчиваются остальные пять историй.

## Затронутые темы
Митчелл о своей книге:
Буквально все главные герои, за исключением одного, являются реинкарнацией одной и той же души в различных телах на протяжении всего романа, идентифицируемых по родимому пятну… это просто символ действительной универсальности человеческой природы. Само название „Облачный атлас“; облако относится к постоянно меняющимся проявлениям атласа, который является неизменной человеческой природой, которая всегда остается и всегда будет оставаться таковой. Так что темой книги является жажда, с которой люди охотятся на отдельных лиц, группы — на группы, народы — на народы, племена — на племена. Я просто взял эту тему и в некотором смысле переродил её в другом контексте…

## Структура и стиль
Дэвид Митчелл в своём интервью рассказал, что название книги было навеяно одноимённым музыкальным произведением японского композитора Тоси Итиянаги, который был первым мужем Йоко Оно: «Я купил компакт-диск только из-за удивительного названия композиции». При этом название предыдущего романа Митчелла, «Сон № 9», было навеяно отрывком произведения третьего мужа Йоко Оно, Джона Леннона.
На стиль книги оказал влияние роман итальянского писателя Итало Кальвино «Если однажды зимней ночью путник», который состоит из нескольких неполных прерванных повестей. Изобретением Митчелла было добавить «зеркало» в центр книги таким образом, чтобы каждая история могла быть доведена до конца.
Митчелл отметил, что, описывая Роберта Фробишера и Вивиана Эйрса, он использовал образы великого английского композитора Фредерика Делиуса и его личного секретаря Эрика Фенби.

## Экранизация
Роман был экранизирован режиссёрами Томом Тыквером и Ланой и Эндрю Вачовски. Производство началось в сентябре 2011 года на студии «Бабельсберг» в Германии с ограниченным актёрским составом, который должен был покрыть все сюжетные линии. Фильм вышел на экраны в Северной Америке 26 октября 2012 года.
В октябре 2012 года Митчелл написал статью в The Wall Street Journal под названием «Переводя „Облачный Атлас“ на язык кино», в которой описал работу режиссёров в виде переводчиков работы на другой язык. Он отметил, что остался доволен конечным результатом работы как удачным переводом.